# Microsoft Lumia 540
Microsoft Lumia 540 es un teléfono inteligente de gama baja desarrollado por Microsoft y fabricado con 1 GB de RAM liberada en europeo y con sistema operativo Windows Phone 8.1, y está seleccionado para la actualización a Windows 10, exclusivamente para los mercados italiano, indios, de  Oriente Medio, africanos, y asiáticos. Otras especificaciones internas son similares a dispositivos más antiguos de la serie Lumia 5xx. Este teléfono forma parte de la cuarta generación de la gama Lumia.

## Características
Microsoft Lumia 540 cuenta con un procesador de 1.2 GHz de cuatro núcleos, 1 GB de memoria RAM y pantalla qHD de 5 pulgadas con tecnología LCD IPS con touchscreen capacitivo y protección Corning Gorilla Glass 3, tiene 8GB de almacenamiento interno, cuenta con ranura para tarjetas microSD y 1GB de memoria RAM. El brillo cuenta con tres opciones, además del modo automático: bajo, medio y alto. Su cámara trasera es de 8 Megapíxeles con un flash LED, y su cámara frontal es de 5 Megapíxeles, la cual está preparada para las selfies. El teléfono se puede actualizar oficialmente a Windows 10 Mobile, pero este no podrá soportar oficialmente Continuum, debido a su procesador de baja potencia, siendo el procesador mínimo para poder utilizarse a partir de Snapdragon 617. Este teléfono tiene Qualcomm Snapdragon 200.

## Recepción
Microsoft Lumia 540 Dual SIM fue bien recibido pero estuvo criticado por no ofrecer una actualización sobre dispositivos anteriores de la serie Lumia 5xx, ya que las especificaciones eran casi totalmente idénticas entre el Lumia 535 y éste.